# Подорож з Петербурга до Москви
«Подорож із Петербурга до Москви» (рос. Путешествие из Петербурга в Москву) — найвідоміший твір російського письменника Олександра Миколайовича Радищева, виданий у 1790 році.
Робота, яку часто називають російською «Хатиною дядька Тома», є полемічним вивченням проблем Росії часів Катерини II: кріпосного права, дворянських повноважень, проблем уряду та управління, соціальної структури, особистої та загальної свободи. Книга починається з епіграфа про «звіра», який є «величезним, огидним, з сотнями пащек і гавками» (рос. «Чудище обло, озорно, огромно, стозевно и лаяй»), що означало Російську імперію.
Російська імператриця Катерина II, прочитавши «Подорож», дала автору та його твору таку оцінку:
. 
|  | Бунтівник — гірше Пугачова! Той хоч царем прикинувся, монархічний лад сповідував, а цей революцією надумав в Росії вчинити республіку!Оригінальний текст (рос.) Бунтовщик — хуже Пугачёва! Тот хоть царём прикинулся, монархический строй исповедовал, а этот революцией надумал на Руси учинить республику! |

Книга була негайно заборонена. Олександра Радищева засуджено, спочатку до смертної кари, а потім до заслання в Східний Сибір. Книжка не була вільно опублікована в Росії аж до 1905 року.
У книзі Радищев проводить уявну подорож між двома головними містами Росії, Санкт-Петербургом та Москвою; через розповідь автора кожна зупинка на цьому шляху показує особливі проблеми для мандрівника. У Петербурзі розповідь оповідача починається в корчмі, де господар занадто лінивий, щоб запрягти своїх недогодованих коней для перевезення. Врешті-решт, вирушаючи в дорогу, мандрівник стикається з людиною, яка намагається продати генеалогічні папери дворянам, які прагнуть збільшити свій чин, а бідний селянин трудиться в неділю. Він продовжує сатиризувати улюбленця Катерини, віце-короля Потьомкіна, з анекдотом про його апетит щодо устриць і абсурдні відстані, які мусить долати його слуга, щоб їх дістати.
Найвідомішою сценою є мрія оповідача бути «царем, шахом, ханом, королем, беєм, набобом, султаном або володарем якогось такого високого становища, уособлюючи царську владу на престолі». За його найменшим порухом придворні зітхають, хмуряться, радіють. Бачачи цю покірність, оповідач-цар наказує вторгнутися в далеку країну, яка, як він запевнив, підкориться тільки йому. Несподівано з'являється жіноча постать Істини, яка наділяє його далекоглядністю і бажанням захищати права незгодних. Після покарання царя долають видіння про власну жорстокість, гріхи його двору та загальний занепад імперії. В останню мить докорів сумління і провини, які виникли через галасливий і марнотратний палац, який він побудував, оповідач пробудився від свого марення збентежений.
Багато хто вважав цей твір основним радикальним текстом XVIII століття, «Подорож» продовжувала впливати на російську політичну думку навіть після її засудження. Як прародитель публічно-ліберального дискурсу в Росії Радищев вважається предком всієї основної підривної літератури, написаної в XIX і XX століттях.
Сама книга була викликом Катерині в Росії, попри той факт, що Радищев не був революціонером: він був лише свідком недуг, які він бачив у російському суспільстві та урядові того часу.
Опублікована в період Французької революції, книга запозичує ідеї та принципи від великих філософів того часу, що стосуються освіченого світогляду та концепції природного права.